# Elsa Justel
Elsa Justel (* 19. Februar 1944 in Mar del Plata) ist eine argentinische Komponistin.
Justel studierte Musikerziehung und Chorleitung am Konservatorium ihrer Heimatstadt, danach Komposition an der Universidad Nacional de Rosario bei Virtú Maragno, Sergio Hualpa und Eduardo Tejeda und in Buenos Aires elektroakustische Musik bei José Maranzano und Francisco Kröpfl. Seit 1980 unterrichtete sie Avantgarde-Musik in Mar del Plata.
1988 ging Justel nach Frankreich, wo sie an der Université de Paris VIII unter Leitung von Horacio Vaggione den Doktorgrad in Musikästhetik, -wissenschaft und -technologie erlangte. 1990 nahm sie an den Darmstädter Ferienkursen teil. Für ihre Kompositionen erhielt sie u. a. Preise beim Concours de musique radiophonique de La Muse en Circuit (2003) dem Concours Phonurgia (2001) und den Tribunas de música contemporánea et electroacústica (1987, 1989 und 2000), 1992 erhielt sie in Linz den Prix Ars Electronica, 2002 in den Niederlanden den Prix Ton-Bruynèl.
Daneben ist Justel auch auf dem Gebiet der audiovisuellen Kunst aktiv und komponierte Film- und Schauspielmusiken. Für die Musik zum Video Destellos wurde sie 2002 beim Video Evento d'Arte und dem Wettbewerb von Bourges ausgezeichnet. 2008 erschien eine CD mit Werken der Komponistin unter dem Titel Mâts.

## Werke
- Ichihualasto (1989)
- Sept petits morceaux de quelque chose (1989)
- Veras llorar la Biblia (1990)
- Fy-mor (1991)
- La ventana deshabitada (1992)
- Thun (1995)
- Chi-pa-boo (1996)
- Du libe tu? (1996)
- Au loin… bleu (1997)
- Alba Sud (1997–98)
- Mâts (1999)
- Pieza en forma de té (1999)
- Midi de sable (2000)
- La radio, ça détend (2001)
- La couleur des mots (2002)
- Gwerz (2002)
- Primpilipansa (2002)
- Puntos, comas y refritos (2002)
- Débris (2003)
- L (2003)
- Purzelbäume (2002–03)
- Bastet (2004)
- Le ver fou (2005)
- Yegl (2006–07)
- Camet Norte (2009)
- Casi nada (2011)
- Espace re-figuré (2011)
- Cercles et surfaces (2012)
- Tapage nocturne (2015)
- Marelle ou Les instants de la vie (2017)